# Set the World on Fire (album, Black Veil Brides)
Set the World on Fire je druhé studiové album americké post-hardcorové skupiny Black Veil Brides. Album vyšlo v roce 2011.

## Seznam skladeb
| Pořadí         | Název                  | Autor                                                               | Délka |
| -------------- | ---------------------- | ------------------------------------------------------------------- | ----- |
| 1.             | New Religion           | Josh Abraham, Andy Biersack, Jacob Pitts, Ashley Purdy, Luke Walker | 3:50  |
| 2.             | Set the World on Fire  | Abraham, Biersack, Pitts, Purdy, Walker                             | 3:39  |
| 3.             | Fallen Angels          | Abraham, Biersack, Purdy, Walker, Jeremy Ferguson                   | 3:45  |
| 4.             | Love Isn't Always Fair | Abraham, Biersack, Pitts, Purdy, Walker                             | 4:13  |
| 5.             | God Bless You          | Biersack, Pitts, Purdy, Marti Frederiksen                           | 3:18  |
| 6.             | Rebel Love Song        | Biersack, Pitts, Purdy, Walker, Ferguson                            | 3:57  |
| 7.             | Saviour                | Biersack, Walker, Ferguson                                          | 4:23  |
| 8.             | The Legacy             | Biersack, Pitts, Purdy, Walker                                      | 4:40  |
| 9.             | Die for You            | Biersack, Pitts, Purdy, Frederiksen                                 | 3:43  |
| 10.            | Ritual                 | Biersack, Pitts, Purdy, Walker                                      | 3:30  |
| 11.            | Youth and Whisky       | Biersack, Pitts, Purdy, Walker                                      | 3:30  |
| Celková délka: | Celková délka:         | Celková délka:                                                      | 42:28 |

## Sestava
- Andy Biersack – zpěv
- Ashley Purdy – basová kytara, doprovodný zpěv
- Jake Pitts – sólová kytara
- Jinxx – rytmická kytara, housle
- Christian "CC" Coma – bicí